# Anglický foxhound
Anglický foxhound (anglicky: The English Foxhound) je plemeno pocházející z Velké Británie, kde bylo vyšlechtěno v 15. století. Podle FCI se řadí do skupiny honičů a příbuzných typů.

## Historie

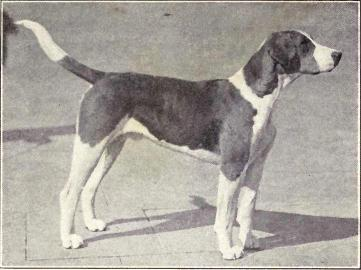
Anglický foxhound v roce 1915

Anglický foxhound byl vyšlechtěn v 15. století ve Velké Británii pro lov lišek (proto také má v názvu „fox“, což znamená v češtině „liška“). Vyšlechtěn byl ze svatohubertských psů, tedy bloodhoundů. V 17. století bylo toto plemeno přivezeno i do Ameriky, kde z něj vyšlechtili amerického foxhounda. FCI uznala toto plemeno v roce 1964. Dnes je – především ve své rodné zemi – velmi rozšířený. Běžně jej potkáme ale i v Česku, kde se využívá jako schopný lovecký pes.

## Vzhled
Je to mohutný pes se vznešeným držením těla a dlouhýma, atletickýma nohama, aby vydržel i dlouhé běhy a stačil běhat při koni. Je to velmi mrštný a rychlý pes. Má velmi silnou kostru. Srst může být i trojbarevná, většinou se ale vyskytuje s bílým podkladem a černými nebo hnědými znaky. Srst je krátká a dobře přiléhavá, na dotek spíše jemná. Hlava je dobře vyvážená, mozkovna plochá a středně široká. Krk je krátký a dobře osvalený, netvoří se kolem něj límec. Hřbet je dlouhý a široký. Ocas je silný a dlouhý, nesený většinou v rovině se hřbetem.

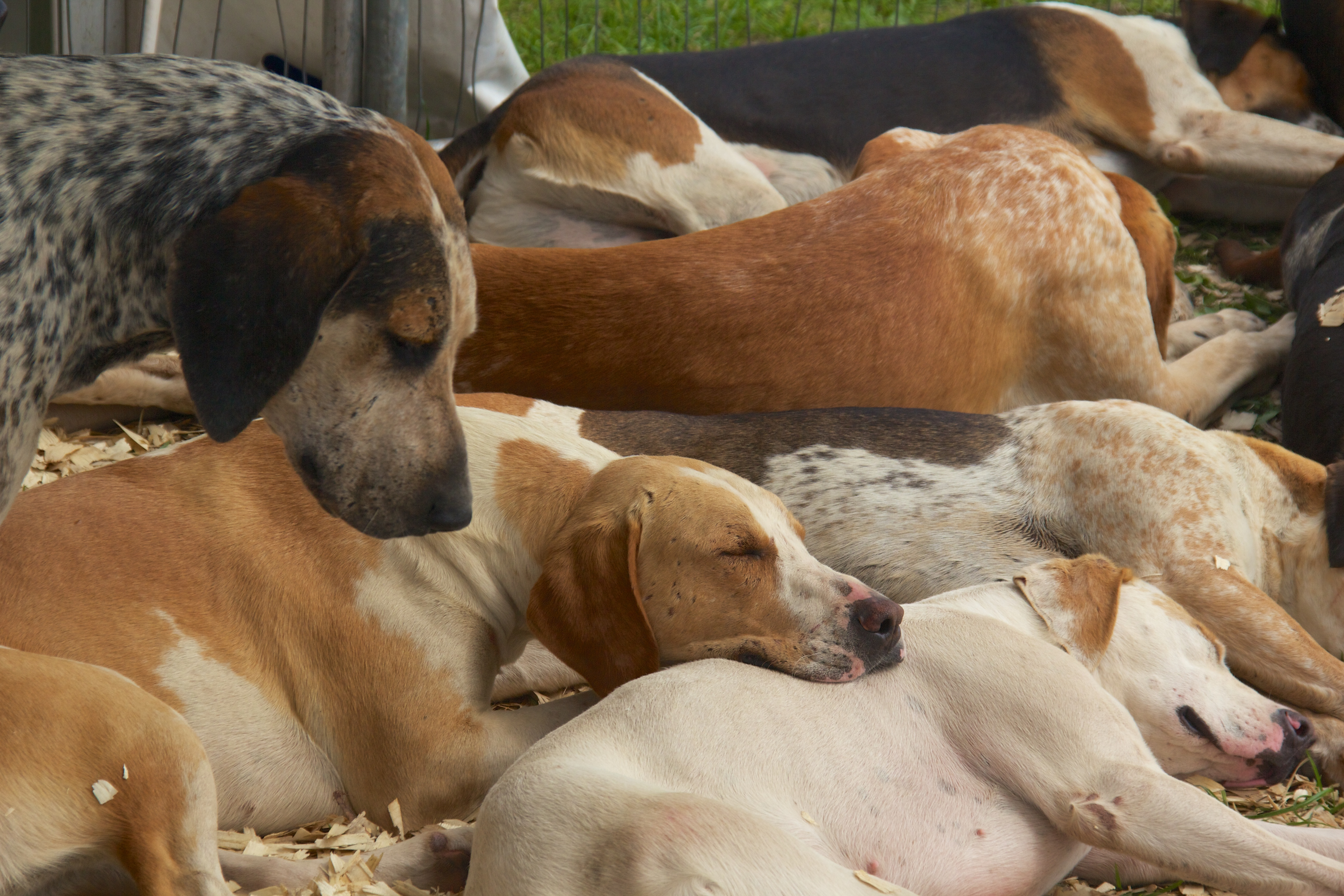
Foxhoundi po parforsním honu

## Povaha
Toto plemeno je velmi inteligentní a bystré, ale říká se, že jej lépe spřátelíte s jiným psem, než s člověkem. Je velmi společenský a nejlépe se mu žije ve smečce. Občas je tvrdohlavý. Vztah k dětem je dobrý, ovšem pokud bude dítě psa dráždit, může na něj pes zaútočit. S jinými zvířaty – kromě psů – vychází špatně. Má silně zakořeněné lovecké pudy a nejvíce ho baví štvanice. Jinak je aktivní, hbitý a téměř k neunavení.

## Péče
Srst anglického foxhounda nepotřebuje žádnou speciální péči; stačí občas pročesat a párkrát za rok umýt šamponem. Co se procházek týče, potřebuje toto plemeno dlouhé procházky, jinak se bude nudit. Nejvíce mu vyhovuje pobyt na zahradě, a to někde na předměstí nebo na venkově: městský ruch mu příliš nesvědčí a v bytě by neměl tolik prostoru a možností pohybu.